# Master of Orion
La saga de Master Of Orion pertenece al género de estrategia espacial por turnos. El jugador asume el control de una civilización en los albores del salto hiperespacial y debe dirigirla hasta la victoria, en forma de Presidente del Senado Galáctico, eliminando a todas las demás razas o mediante otros sistemas como la investigación. La saga está compuesta de tres títulos, el I, II y III.
Conocido por las siglas MoO.

## Desarrollo
Master of Orion fue significativamente expandido y refinado en comparación de su prototipo y antecesor Star Lords.  La compañía de desarrollo de Steve Barcia, Simtex mostró Star Lords a MicroProse y al periodista de videojuegos  Alan Emrich quien, junto con Tom Hughes, asistieron a Barcia refinando el diseño para producir Master of Orion; y el manual de juego. Emrich y Hughes posteriormente escribieron una guía de estrategia para el producto terminado. MicroProse distribuyó la versión final del videojuego en 1994.

## Master Of Orion I (1993)
Desarrollado para MS-DOS por el equipo de Simtex liderado por Steve Barcia y distribuido por Microprose. 
Considerado como el estándar clásico en los juegos espaciales de creación de imperios. Su microgestión es muy simple, al hacerse por barras de desplazamiento para cada sistema estelar, indicándose porcentajes dedicados a construcción de naves, industrialización, ciencia ...
Incluye diseño de naves, combate táctico, bombardeo planetario, diplomacia, etc.

## Master of Orion II: Battle at Antares (1996)
Realizado y distribuido por el mismo equipo que el anterior. Su microgestión es mucho más completa y complicada, influida por Master of Magic (desarrollado por el mismo equipo) y Civilization. Cada planeta (hay varios en cada sistema solar, a diferencia de MoO1) tiene su propia cola de producción. También se añaden héroes que tienen bonificaciones especiales administrativas o militares. 
Considerado por algunos el mejor 4X espacial, algunos fanes del MoO1 critican su excesiva microgestión.

## Master of Orion III (2003)
Desarrollado mucho más tarde y por un equipo que nada tenía que ver con el original, fue criticado por muchos fanes de sus predecesores. Después de una larguísima espera, por parte del público, hasta su lanzamiento, el resultado fue enormemente decepcionante, para todos. El fracaso de crítica y ventas fue completo.
Esta decepción llevó al desarrollo del siguiente proyecto, liderado por los fanes de la saga.

## FreeOrion (2005)
Ha sido desarrollado por, entre otros, muchos fans de la segunda parte de la saga, aunque tiene muchas características propias. Todavía está en fase de desarrollo (es posible jugar pero faltan mecánicas deseadas).
El juego es software libre, estando el código fuente licenciado bajo licencia GPL. El arte del juego está bajo una licencia Creative Commons.

## Master of Orion (2015)
El 9 de junio de 2015, fue anunciado el resurgimiento de la franquicia Master of Orion, con un nuevo juego, de la mano de Wargaming.Net (creador del World of Tanks, entre otros éxitos). Está siendo desarrollado por NGD Studios, en Argentina. Algunos, de los miembros clave del equipo original de Master of Orion han vuelto, respaldados por una épica banda sonora orquestal, escrita por el compositor del juego original.
La icónica experiencia “4X" del juego (explora, expande, explota y extermina) supondrá un gran desafío, tanto para los nuevos jugadores, como para los ya experimentados. Todos ellos tendrán que encontrar el equilibrio entre fuerza bruta, diplomacia, dominio de recursos y mucho más, para abrirse camino a través de la Galaxia. Estará disponible para Windows.